# 路易·欧仁·鲁瓦
路易·歐仁·魯瓦（法語：Louis Eugène Roy，法語發音：[lwi øʒɛn ʁwa]；1861年—1939年10月27日），海地穆拉托人銀行家出身的政治家，在1930年5月15日－11月18日出任海地總統。
他是由佔領海地的美國海軍陸戰隊的將領約翰·拉塞爾選來取代路易·博爾諾出任總統。在此期間，他的主要職責是監督選舉新的國民大會。
當國民大會選出斯泰尼奥·樊尚出任總統時，魯瓦決定下台。